# Pseudolinfoma
Con il termine pseudolinfoma sono indicati tutti quei processi linfoproliferativi atipici di dimensioni simili a quelle dei tumori.
Comunemente si localizzano in sedi extranodali e per alcune di esse può essere possibile identificare lo stimolo causale della proliferazione linfatica atipica.
Nella pratica clinica, sono stati riscontrati pseudolinfomi a livello di cute, stomaco, orbita, polmone e raramente fegato.

## Pseudolinfoma
Dal punto di vista anatomopatologico, tutti gli pseudolinfomi sono proliferazioni linfatiche atipiche che si presentano clinicamente come ammassi (vale a dire tumori) di tessuto linfatico e che all’esame istologico sono composti da elementi linfatici normali. 
Al microscopio, si osservano estese aree di piccoli linfociti relativamente monotoni talvolta mescolati con plasmacellule. 
Sparsi tra i piccoli elementi linfatici vi sono centri germinativi citologicamente normali. Possono essere presenti immunoblasti o grandi cellule linfatiche trasformate in proporzioni variabili.
Più è polimorfo l’infiltrato e grande il numero di centri germinativi più è facile distinguere lo pseudolinfoma dal linfoma maligno.
A causa della preponderanza dei piccoli linfociti in molti pseudolinfomi, il principale dubbio diagnostico è tra pseudolinfoma e linfoma a piccole cellule.
Anche se alcuni dei cosiddetti pseudolinfomi sono monoclonali e forse neoplastici, tali lesioni non vanno incontro a una disseminazione rapida.

## Sedi di elezione

### Pseudolinfoma della cute
Per quanto riguarda la cute, è stata descritta una vasta gamma di agenti causali come per esempio borrelia, iniezioni, tatuaggio, morso di artropodi. 
Sulla base della presentazione clinica e/o istologica, si possono distinguere quattro gruppi principali di pseudolinfomi cutanei: lo pseudolinfoma nodulare, gli pseudolinfomi fungoidi (pseudo-micosi), lo pseudolinfoma intravascolare e altri pseudolinfomi (rappresentanti distinte entità cliniche).
Lo pseudolinfoma da tatuaggio è abbastanza tipico ed è considerato una reazione avversa tardiva di tipo immunologico che può mimare un vero e proprio linfoma (nel meccanismo eziopatogenetico sembrerebbero coinvolti i pigmenti utilizzati).

### Pseudolinfoma dello stomaco
Per quanto riguarda lo pseudolinfoma gastrico è stato riscontrato che è spesso associato ad un’ulcera cronica. 
Alcuni studi clinici hanno evidenziato che alcuni pseudolinfomi gastrici potrebbero essere considerati come lesioni con un potenziale maligno.

### Pseudolinfoma dell'orbita
Lo pseudolinfoma dell’orbita, più frequente nei giovani, è un’iperplasia linfoide di natura benigna, reversibile, che recede quando termina lo stimolo (infettivo, tossico, immunologico, irritativo) che l’ha determinata.

### Pseudolinfoma del polmone
Gli pseudolinfomi del polmone si presentano come noduli polmonari composti da elementi citologici normali aggregati in maniera anomala. Sono asintomatici e generalmente sono un riscontro occasionale alla radiografia del torace. Non si diffondono a distanza.

### Pseudolinfoma del fegato
Raramente sono stati riscontrati anche casi di pseudolinfoma del fegato. Nella diagnosi differenziale di un tumore epatico è comunque necessario considerare anche questa possibilità. La maggior parte di questi casi rilevati sono stati asintomatici e trovati incidentalmente attraverso l'imaging radiologico. La precisa eziologia dello pseudolinfoma epatico è ancora sconosciuta, ma la relativa prevalenza di disturbi autoimmuni in questi casi suggerisce un disturbo epatico su base immunitaria.

## Complicanze
In un piccolo numero di pazienti affetti da pseudolinfoma è stata documentata la progressione verso un linfoma maligno ad alto grado di malignità del tipo linfoma a grandi cellule o linfoma a grandi cellule sottotipo immunoblastico.